# Moravče pri Gabrovki
Moravče pri Gabrovki este o localitate din comuna Litija, Slovenia, cu o populație de 211 locuitori.